# 今福将雄
今福 将雄（、1921年〈大正10年〉4月8日 - 2015年〈平成27年〉5月27日）は、日本の俳優。本名及び旧芸名は今福 正雄（読み同じ）。
福岡県飯塚市出身。旧制福岡県立嘉穂中学校（現福岡県立嘉穂高等学校）卒業。文学座映画放送部に所属していた。

## 来歴・人物
1940年に旧制中学校を卒業し、九州飛行機の技師となる。
終戦直後、たまたま闇市で知り合いになった人にラジオドラマの効果音の手伝いを頼まれ、1946年NHK福岡放送劇団に入る。
ラジオドラマ『コメロンの貧乏神』で踏み切りの番人をしている老人役を演じ、テレビドラマへも進出。
1965年に第5回日本放送作家協会男性演技賞を受賞した。
1966年に福岡放送劇団の廃止を受け、文学座に研究生として入る。
1968年に座員に昇格。
映画では岡本喜八に重用され、1960年代後半以降の岡本作品では、神山繁や岸田森らとともに、欠かせない顔であった。
テレビドラマではNHKの作品への貢献が大きく、特に橋田壽賀子脚本作品に多数キャスティングされた。
現代劇では無骨で不器用な小市民を演じることが多かったが、その役柄は幅広かった。芸名は本名名義から「今福将雄」に変更されている。
2015年5月27日6時22分、心筋梗塞のため千葉県松戸市の自宅で死去。94歳没。所属していた文学座が6月1日に発表した。
映画『バトルヒーター』やテレビドラマ『NIGHT HEAD』で今福を起用した映画監督・脚本家・作家の飯田譲治らが追悼のコメントを述べている。

## 出演

### 映画
- 東宝8.15シリーズ
  - 日本のいちばん長い日（1967年、岡本喜八監督） - 畑俊六[1]
  - 連合艦隊司令長官 山本五十六（1968年、丸山誠治監督） - 畑陸軍大臣[8]
  - 激動の昭和史 沖縄決戦（1971年、岡本喜八監督） - 照屋校長[8]
- 首（1968年、森谷司郎監督） - 野村
- 斬る（1968年、岡本喜八監督） - 道信和尚
- 闇を裂く一発（1968年、村野鉄太郎監督） - 安田老人
- 肉弾（1968年、岡本喜八監督） - 学校長閣下
- 橋のない川（1969年、今井正監督） - 秀賢
  - 橋のない川 第二部（1970年、今井正監督） -  秀賢
- 地獄変（1969年、豊田四郎監督） - 老人
- 修羅（1971年、松本俊夫監督） - 八右衛門
- 誰のために愛するか（1971年、出目昌伸監督） - 高木隆吉
- この青春（1971年、森園忠監督） - 沢村兵太郎
- 卒業旅行 Little Adventurer（1973年、出目昌伸監督） - 修吉
- 戒厳令（1973年、吉田喜重監督） - 傷痍軍人
- ゴジラ対メカゴジラ（1974年、福田純監督） - 国頭天願[出典 3]
- 悪名 縄張荒らし（1974年、増村保造監督） - おしげの伯父
- 喜劇 だましの仁義（1974年、福田純監督） - 岩本
- 樺太1945年夏 氷雪の門（1974年、村山三男監督） - 関根辰造
- 吶喊（1975年、岡本喜八監督） - 太平
- 大脱獄（1975年、石井輝男監督） - 年造
- 青い山脈（1975年、河崎義祐監督） - 長森老人
- 同胞（1975年、山田洋次監督） - 小野精一郎
- お祭り野郎 魚河岸の兄弟分（1976年、鈴木則文監督） - 八尋善次郎
- 俺たちの時（1976年、水川淳三監督） - 魚金
- 先生のつうしんぼ（1977年、武田一成監督） - 校長先生
- 残照（1978年、河崎義祐監督） - ケンの父
- ブルークリスマス（1978年、岡本喜八監督） - 師団長
- トラック野郎・一番星北へ帰る（1978年、鈴木則文監督） - 北見誠之助
- 英霊たちの応援歌（1979年、岡本喜八監督）
- 駅 STATION（1981年、降旗康男監督） - 伯父
- 近頃なぜかチャールストン（1981年、岡本喜八監督） - 外務大臣
- この子を残して（1983年、木下恵介監督） - 平田重造
- 高原に列車が走った（1984年、佐伯孚治監督） - 湯川
- 玄海つれづれ節（1986年、出目昌伸監督） - 万五郎
- ジャズ大名（1986年、岡本喜八監督） - 由比軍太夫
- 人間の約束（1986年、吉田喜重監督）
- 父（1988年、木下恵介監督） - 菊太郎の叔父
- 嵐が丘（1988年、吉田喜重監督） - 市
- 恋子の毎日（1988年、和泉聖治監督） - 面相栄
- 利休（1989年、勅使河原宏監督） - 長次郎
- バトルヒーター（1989年、飯田譲治監督） - 中川信太郎
- 男はつらいよ ぼくの伯父さん（1989年、山田洋次監督） - 奥村章之助
- スキ!（1990年、渡邊孝好監督） - 並木伊平
- ふたりだけのアイランド（1991年、すずきじゅんいち監督） - 上原隆
- 河童（1994年、石井竜也監督） - 鈴森喜助
- 眠る男（1996年、小栗康平監督） - キヨジ
- バウンス ko GALS（1997年、原田眞人監督） - 教授
- 双生児（1999年、塚本晋也監督） - 貧民窟の老人
- GTO（1999年、鈴木雅之監督） - 飯田米造
- BACK STAGE（2001年、香月秀之監督） - 諸岡監督
- 世界の終わりという名の雑貨店（2001年、濱田樹石監督） - 石川
- ドラッグストア・ガール（2004年、本木克英監督） - 乙念
- インストール（2004年、片岡K監督） - 朝子の祖父
- ありがとう（2006年、万田邦敏監督） - 中山保繁
- 苦海浄土（2012年、木村栄文監督） - 語り[注釈 2]

### テレビドラマ
- からいも劇女（1962年、NHK）
- 愛の一家（1966年 - 1967年、NHK）
- 父と娘の季節（1969年、NHK）
- 素浪人 花山大吉 第28話「腕白小僧はなぜウソついた」（1970年、NET） - 卯助
- 木下恵介・人間の歌シリーズ「俄－浪花遊侠伝」（1970年、TBS）
- 鬼平犯科帳（NET / 東宝）
  - 第1シリーズ
    - 第28話「縄張り」（1970年） -  黒谷の勘五郎
    - 第56話「金太郎そば」（1970年） - 蕎麦屋の主人・瀬平

  - 第2シリーズ 第12話「鈍牛」（1971年） - 安兵衛
- 天皇の世紀（1971年）
- 連続テレビ小説（NHK）
  - 藍より青く（1972年）
  - 水色の時（1975年） - 平塚文治
  - おしん（1983年） - 今村源右衛門
  - 春よ、来い（1995年） - 矢野原梅吉
  - すずらん（1999年） - 中村千吉
- 大河ドラマ（NHK）
  - 三姉妹（1967年） - 水野兵庫
  - 竜馬がゆく（1968年） - ねずみ先生
  - 国盗り物語（1973年） - 滝川一益
  - 元禄太平記（1975年） - 八助
  - 風と雲と虹と（1976年） - 藤原恒利
  - おんな太閤記（1981年） - 松下之綱
  - 峠の群像（1982年） - 萱野七郎左衛門
  - いのち（1986年） - 八田鶴松
  - 独眼竜政宗（1987年） - 最上義守
  - 琉球の風（1993年） - 豊見城盛続
  - 花の乱（1994年） - 斉藤六兵衛
  - 秀吉（1996年） - 溝尾庄兵衛
- ジキルとハイド 第6話「ある少年の……」（1973年、CX / 東宝） - ガラス工房の先輩
- 荒野の用心棒 第27話「火の砦にオロシャ砲が轟いて…」（1973年、NET） - 吉田新左衛門
- 子連れ狼 第1部 第2話「乞胸お雪」（1973年、NTV / ユニオン映画）[注釈 3]
- ヨイショ（1974年6月 - 11月、TBS）
- はぐれ刑事 第6話「姉弟」（1975年、NTV / 国際放映） - 定食屋主人
- 隠し目付参上 第25話「斬られ役団九郎 男冥利の花道か」（1976年、MBS / 三船プロ） - 大和屋富蔵
- 新 木枯し紋次郎 第9話「旅立ちは三日後に」（1977年、12ch / C.A.L） - 吾作
- 大江戸捜査網（第3シリーズ；12ch→TX / 三船プロ）
  - 第171話「対決 非情の十手」（1974年） - 木村兵内
  - 第209話「足でかせいだ男」（1975年） - 孫六
  - 第227話「殺しの烙印を消せ」（1976年） - 久兵衛
  - 第259話「密室殺人事件」（1976年） - 彌兵衛
  - 第292話「異母兄弟の夜明け」（1977年） - 和泉屋
  - 第458話「十手に賭けた同心魂」（1980年） - 酒井主水
  - 第519話「つつもたせの娘」（1981年） - 美濃屋治兵衛
- Gメン'75（TBS / 東映）
  - 第79話「24749の死体」（1976年） - 望月善作
  - 第110話「警視庁宮の森交番のトリック」（1977年） - 松坂淳一の父
  - 第163話「首のない女の人形」（1978年） - 沢木元警部
  - 第203話「また逢う日まで速水涼子刑事」（1979年） - 沢木巡査
  - 第232話「幽霊殺人」（1979年） - 古堅（沖縄県警）
- 日曜劇場
  - エルムの木かげ（1976年9月12日、HBC） - 根本徳造
  - 第259話「銭湯帰りのOL殺人事件」（1980年） - 折原
- 気まぐれ天使（1977年、NTV / ユニオン映画） - 執事・長谷川
  - 第15話「嗚呼!花の成人式」
  - 第38話「友江とならばドコドコ迄も」
- ポーラテレビ小説 / 文子とはつ（1977年、TBS） - 木村
- 銀河テレビ小説（NHK）
  - ふるさとシリーズ1「夏草の輝き」（1977年）
  - ぼくの姉さん（1978年） - 里見松造
  - 四捨五入殺人事件（1987年） - 高梨
- 気まぐれ本格派（NTV / ユニオン映画）
  - 第8話「男と男の約束は?」（1977年） - 小学校の校長
  - 第25話「0点! 0点! 大トチリ!!」（1978年） - 田村すみれの父
- 俺たちの祭（1977年、NTV / ユニオン映画）- 剛田守[注釈 4]
- 銭形平次 第597話「謝り八州」（1977年、CX）
- 新・座頭市 第2シリーズ 第11話「子別れ街道」（1978年）
- 太陽にほえろ!（NTV / 東宝）
  - 第295話「二つの顔の男」（1978年） - 坂田のおやじ
  - 第320話「翔べないカナリア」（1978年） - 里吉小鳥店主人
  - 第367話「跳べ! スニーカー」（1979年） - 磯部源次（情報屋）
  - 第484話「青ひげ」（1981年） - 沢木鉄造
  - 第514話「ドックの苦手」（1982年） - 吉松教諭
- 特捜最前線（ANB / 東映）
  - 第54話「ナーンチャッテおじさんがいた!」（1978年） - ナーンチャッテおじさん
  - 第159話「ポルノ雑誌殺人事件!」（1980年）
  - 第283話「或る疑惑!」（1982年） - 吉永
  - 第328話「カラスと呼ばれた女!」（1983年） - 堀口律夫
  - 第409話「ベッドタウン殺人事件の死角!」（1985年）
  - 第505話「地上げ屋殺し」（1987年） - 南定治
- 吉宗評判記 暴れん坊将軍 第33話「天下御免の大名じるこ」（1978年、ANB / 東映） - 石部鉄之進[注釈 4]
- 水戸黄門（TBS / C.A.L）
  - 第9部 第7話「裁かれたジャジャ馬姫 -盛岡-」（1978年9月18日） - 与兵衛[注釈 4]
  - 第12部 第17話「備前緋襷兄弟茶碗 -岡山-」（1981年12月21日） - 庄左衛門
  - 第17部 第12話「銃に群がる悪い奴 -堺-」（1987年11月16日） - 久造
- 鉄道公安官（1979年、ANB / 東映）
  - 第29話「目撃者・C57とヤエモン」
  - 第32話「サンタが列車でやってくる」
- 雲霧仁左衛門 第9話「女盗賊の恋」（1979年、KTV / 松竹） - 徳兵衛
- 江戸の牙 第10話「妖艶! 密室の謎」（1980年、ANB）
- 同心部屋御用帳 新・江戸の旋風 第28話「情けの犬張子」（1980年、CX / 東宝） - 秀五郎
- 大捜査線→大捜査線シリーズ 追跡（1980年、CX）
  - 第18話「やさしい女が燃える時」
  - 第41話「鐘の鳴る丘」-小森雄二
- 警視-K 第3話「自白への道」（1980年、NTV / 勝プロ）- 池山透の祖父
- 旅がらす事件帖 第12話「風が呼ぶ佐渡路の宝」（1980年、KTV / 国際放映） - 銛助
- 12時間超ワイドドラマ（TX）
  - それからの武蔵（1981年） - 寒池和尚
  - 若き血に燃ゆる〜福沢諭吉と明治の群像（1984年）
  - 宮本武蔵（1990年） - 柳生石舟斎
  - 赤穂浪士（1999年） - 原惣右衛門
- 桃太郎侍 （NTV / 東映）
  - 第50話「盗人一家は福の神」（1977年） - 利平
  - 第196話「大江戸ラブ・ストーリー」（1980年） - 源兵衛
  - 第227話「身替り代は高すぎた」（1981年）- 三河屋幸兵衛
- 関ヶ原（1981年、TBS） - 与次郎大夫
- 土曜ワイド劇場 / 江戸川乱歩の美女シリーズ 第14作「五重塔の美女」（1981年、ANB） - 南彦次郎
- 時代劇スペシャル（CX）
  - 着ながし奉行（1981年） - 中井勝之助
  - 暗殺指令（1984年）
- 文吾捕物帳 第26話「ろくでなしの涙」（1982年、ANB / 三船プロ）
- 陽あたり良好!（1982年、NTV / 東宝）
- 新大型時代劇 / 宮本武蔵（1984年、NHK） - 淵川権六
- 木曜劇場（CX）
  - オレゴンから愛（1984年） - 宮内武光
  - 時にはいっしょに（1986年） - 河原
- 私鉄沿線97分署 第53話「婚約寸前タッチアウト!」（1985年、ANB） - 米沢巡査
- もめん家族（1986年、THK）
- 忠臣蔵・女たち・愛（1987年、TBS） - 堀部彌兵衛
- 火曜サスペンス劇場（NTV）
  - 娘よ! 父は走る（1987年）
  - 明日を待つ女（1990年、アズバーズ）
- NEWジャングル 第22話「イヤな予感」（1988年、NTV / 東宝） - 九条の叔父
- キツイ奴ら（1989年、TBS） - はやぶさのへいさん
- 女ねずみ小僧 第2話「月がとっても青いから」（1989年、CX / C.A.L） - 伊勢屋 伝右ェ門
- 夏の嵐（1989年、THK） - 自然和尚
- はぐれ刑事純情派 第2シリーズ 第10話「古都金沢・時効四日前の女」（1989年） - 日野源二
- 世にも奇妙な物語（CX）
  - 「楊貴妃の双六」（1990年） - 奇妙な男
  - 「嘘八百屋」（1991年）
- 鬼平犯科帳（CX）
  - 第2シリーズ 第1話「おみね徳次郎」（1990年） - 名草の嘉平
  - 第4シリーズ 第16話「麻布一本松」（1993年） - 田丸屋瀬兵衛
- さすらい刑事旅情編III 第6話「信州安曇野・結婚サギにあった女」（1990年、ANB / 東映）
- 大石内蔵助 冬の決戦 （1991年、NHK） - 堀部弥兵衛
- 八百八町夢日記 第2シリーズ 第31話「女泥棒の悪い癖」（1992年、NTV / ユニオン映画） - 八兵衛
- 大岡越前 第13部 第3話「恐怖!島抜けの凶賊」（1992年11月30日、TBS / C.A.L） - 茂兵衛
- NIGHT HEAD 第16話「A SAINT」、第17話「UTOPIA」（1992年、CX） - 花輪正太郎
- 闇を斬る!大江戸犯科帳（1993年、NTV / ユニオン映画） - 白髭権十郎
- 松本清張一周忌特別企画・或る「小倉日記」伝（1993年、TBS） - てる子の叔父
- ドラマ新銀河 / 欅通りの人びと（1994年、NHK） - 小田正信
- 水曜劇場 / お金がない! 第7話「勇気もない!」（1994年、CX） - 城之内太郎
- 木曜ドラマ / 味いちもんめ 第1シリーズ（1995年、ANB）
- 密使（1995年、ABC）
- ナースのお仕事 第1シリーズ（1996年） - 二宮金太郎
- じんべえ（1998年、CX） - 小野寺教授
- ショムニ 第1シリーズ 第7話「OLの花道寿退社!」（1998年、CX）
- 金曜時代劇 / 山田風太郎 からくり事件帖-警視庁草紙より-（2001年、NHK） - からくり儀右衛門
- ズッコケ三人組3 第5話「ズッコケ三人組の神様体験」（2001年、NHK） - 寺島
- 女と愛とミステリー / 湯けむり殺人案内 なんにも専務の名推理（2003年、BSジャパン） - 暗坂
- Dr.コトー診療所 第1期（2003年、CX） - 山下明夫
- ドリーム〜90日で1億円〜（2004年、NHK）
- WATER BOYS2（2004年、CX） - 水嶋亀吉
- こちら本池上署 第4シリーズ 第7話「消えた被害者」（2004年、TBS） - 丸山辰雄（節子の父）
- 終りに見た街（2005年、EX）
- 火曜ドラマ / セクシーボイスアンドロボ 第2話「ごぼ蔵」（2007年、NTV） - 老人

### ラジオ
- コメロンの貧乏神

### 舞台
- 女の一生
- 阿Q正伝
- 飢餓海峡
- 富島松五郎伝
- 肥前風土記
- ふるあめりかに袖はぬらさじ
- 好色一代女